# Керченський морський торговельний порт
«Керченський торговельний порт» — морський порт, розташований в Керчі на березі незамерзаючої Керченської бухти Керченської протоки Азовського моря.
Після анексії Криму Росією у 2014 році, контролюється Росією:
- Де-юре — порт є державним підприємством України «Керченський морський торговельний порт», засновником якого є Міністерство інфраструктури України;
- Де-факто — порт є філією державного унітарного підприємства «Кримські морські порти» так званої «республіки Крим».

## Історія
- У 1775 році Катерина II надала грекам право заснувати поселення поблизу фортеці Керч. Їм було обіцяно відкриття «вольного і вільного» порту.
- У травні 1818 року імператор Олександр I відвідав Керч і оглядаючи з гори Мітрідат Керченську бухту, зауважив: «Шкода тільки, що ці моря не жваві торговими кораблями», але тільки в 1821 році, через 3 роки, підписав укази про заснування порту і Керч-Єнікальського градоначальства.
- У 1822 році Керченський порт відкрився для вивізної і привізної торгівлі. В цей же час почали діяти портова карантинна контора і портова митниця.
- У 1828 році, за проектом інженера-полковника К.Потьє, був побудований карантин. На думку керченського градоначальника Ф. Ф. Вігеля, карантин міг вважатися «найпершим в Росії і не останнім в Європі». Керченський порт благотворно вплинув на економіку краю, а населення до 1847 року становило близько 12 тисяч чоловік.

## Загальна інформація
Керченський морський торговельний порт знаходиться в безпосередній близькості до Чорноморських шляхів транспортування нафти, міжнародних транспортних коридорів і Босфор (виходу в Середземне море).
Порт розташований на березі незамерзаючої Керченської бухти.
Підхідний канал порту відходить від Єнікальського коліна Керч-Єнікальського каналу в 1,1 милі до ESE від мису Білий і веде до Широкого молу порту.
На узбережжі Керченської протоки найхолодніші місяці — січень, лютий. Переважаючі вітри — NE. Порт відкритий для заходу суден цілий рік.
Безпека проходження суден забезпечується Центром регулювання руху суден (ЦРРС).
Порт надає вантажно-розвантажувальні послуги, зберігання на відкритих майданчиках, загальною площею 140 тис. кв.м. і в критих складах площею 12 тис. кв.м.
Якірна стоянка дозволяє переробляти будь-які види вантажів, як біля причалів порту, так і рейді.
Акваторія порту становить 868 тисяч квадратних метрів.

### Причали
У порту два виробничо-перевантажувальних комплекси, 7 вантажних причалів, 1 причал морвокзалу, 1 причал портофлоту, 3 причали Керченської поромної переправи.
Під'їзні залізничні колії дозволяють обробляти вантажі з фронту і в тилу причалів.
Порт оснащений сучасним обладнанням, що дозволяє переробляти 2,5 млн т. в рік генеральних вантажів на причалах, і до мільйона тонн на рейді.
причали:
- Глибоководний причал — довжина 354,1 м, глибина біля кордону — 9 м,
- Будівельний причал — довжина 101,5 м, глибина біля кордону — 3,5 м,
- Поромний причал довжина 10,4 м, глибина біля кордону — 3 м.

### Поромне сполучення
У 2014 році була відкрита спеціалізована вантажна лінія Новоросійськ — Керч. У 2015 році на лінію Темрюк — Керч був доданий другий паром, який став заходити в морський порт.

## Керівництво

### Де-юре
- Зеленкевич Микола Миколайович (керівник «Керченський морський торговельний порт»)

### Де-факто
- Волков Володимир Юрійович (керівник філії державного унітарного підприємства Республіки Крим «Кримські морські порти» «Керченський торговельний порт»)